# ألكينو-2 (باسكورتوستان)
ألكينو-2 (بالروسية: Алкино-2) هي مدينة في جمهورية باشكورتوستان في روسيا.